# Sjunkhatten Nemzeti Park
A Sjunkhatten Nemzeti Park (norvég nyelven Sjunkhatten nasjonalpark, számi nyelven Dávga suoddjimpárkka) Norvégia északi Nordland megyéjében, Bodø, Fauske és Sørfold községek területén található. A 41 750 hektár kiterjedésű nemzeti parkot 2010. február 5-én alapították azzal a céllal, hogy ezt a nagy, csaknem érintetlen területet megőrizzék eredeti állapotában.. A kormány célja tovább, hogy ez a nemzeti park a gyermekek parkja legyen; számos programot terveznek a gyermekek és az ifjúság számára a természet megkedveltetése érdekében. 

## Jellegzetességei
A nemzeti parkot a jégkorszaki erózió nyomai jellemzik, lekerekített hegytetők, gleccservölgyek, morénák. Sok folyó és tó található a területén. 
Az itt található számos ritka növény és állatfaj közül 18 szerepel a természetvédelmi vörös listán. 
A területen sok barlang is található.

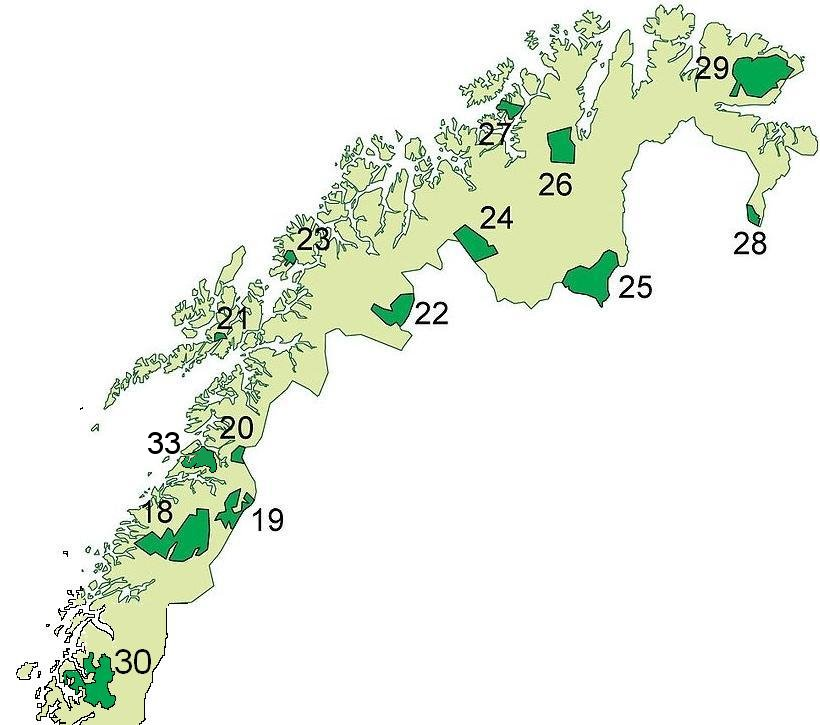
Észak-Norvégia nemzeti parkjai. A Sjunkhatten a 33. számú

## Fordítás
- Ez a szócikk részben vagy egészben a Sjunkhatten nasjonalpark című norvég Wikipédia-szócikk ezen változatának fordításán alapul.  Az eredeti cikk szerkesztőit annak laptörténete sorolja fel. Ez a jelzés csupán a megfogalmazás eredetét és a szerzői jogokat jelzi, nem szolgál a cikkben szereplő információk forrásmegjelöléseként.